# Dołhobrody
Dołhobrody is een plaats in het Poolse district  Włodawski, woiwodschap Lublin. De plaats maakt deel uit van de gemeente Hanna en telt 910 inwoners.